# محمد علي ناصري
محمد علي ناصري دولت أبادي (25 تشرين الثاني 1930، في دولت آباد - 26 آب 2022، في أصفهان)، كان مجتهدًا إيرانيًا، ومن أنصار فكرة مهدوية، وأحد علماء الفلسفة والأخلاق في حوزة أصفهان. تلقى العلم من أشخاص مثل محمد كوفي ، وسيد محمد كشميري ، وهاشم حداد ، وسيد جمال الدين الكلبايكاني ، ومحمد حسين الطباطبائي، ومحمد إسماعيل دولابي، ومدرس الأفغاني، وخاصة في التصوف العملي، وكان تلميذًا خاصًا ووصيًا للشيخ عباس القوجاني.
في 14 شباط 2012، اعتنق شون ستون، الممثل والمخرج الأمريكي الذي سافر إلى إيران، الإسلام في منزل محمد علي ناصري.

## الوفاة
توفي في 26 آب 2022 عن عمر يناهز 92 عامًا بعد فترة من المرض. وبعد وفاته في أصفهان، أُعلن الحداد العام لمدة ثلاثة أيام.

## طالع أيضًا
- الشيخ عباس القوجاني
- حسن باقري
- مجتبى خامنئي
- محمد جواد الأنصاري الهمداني
- ابن صوفي
- الصلوات على النبي محمد
- عمدة الطالب في أنساب آل أبي طالب
- ألقاب تشريفية إسلامية
- آغا حسين الخنساري
- أحمد بن عيسى بن زيد
- أحمد بن إسحاق الأشعري القمي
- آقا نجفي قوشاني
- كتاب أطلس الشيعة
- دعاء الصباح
- ليلة الإحياء
- بهاء الدين بن شداد